# Maison du Peuple (Belgique)
Pour les articles homonymes, voir Maison du peuple.

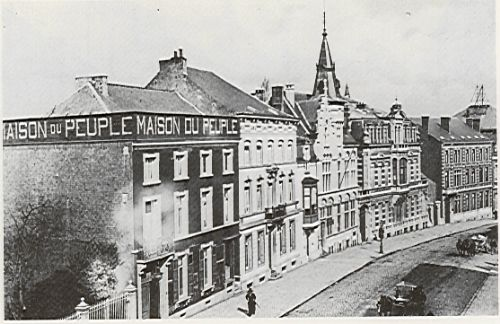
La première Maison du Peuple de Soignies (elle servit jusqu'en 1892)

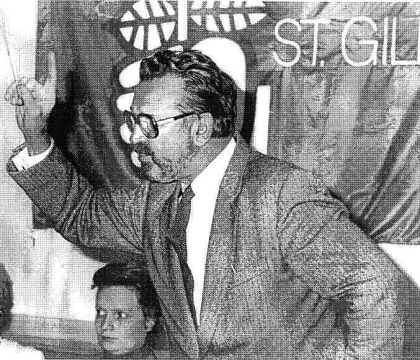
André Cools à la Maison du Peuple de Saint-Gilles

Les Maisons du Peuple étaient des lieux de rencontre pour la classe ouvrière belge. Elles furent le creuset de luttes contestataires, d'actions éducatives ou récréatives. Elles participeront grandement à la prise de conscience ouvrière et permettront d'obtenir de réelles avancées sociales en matière de droits politiques, d'accès à l'éducation. Elles ont pour équivalent en France, outre les maisons du peuple, les Bourses du travail.
À partir de 1970, commence une période de déclin pour ces édifices qui sont réaffectés lorsqu'ils ne sont pas rasés.

## Historique
La première Maison du peuple en Belgique voit le jour en 1872 à Jolimont. De nombreuses villes et villages se doteront d'une Maison du peuple qui sera, selon son terroir, un édifice modeste ou au contraire d'imposants bâtiments. Les Maisons du peuple étaient des lieux conviviaux où les ouvriers se retrouvaient autour d'un verre. 
Très tôt, des coopératives furent créées en marge de ces Maisons du Peuple. Elles se préoccupèrent tout d'abord de fournir le pain mais très vite, l'activité des coopératives s'élargira. Ainsi, en 1959, on comptait pour les seules Province de Liège et du Luxembourg, 397 magasins coopératifs.
Jules Destrée dira en parlant des Maisons du Peuple: « Tandis que la ménagère viendra y chercher le lait et le sucre socialiste, le travailleur pourra en même temps venir y prendre la pensée socialiste ».

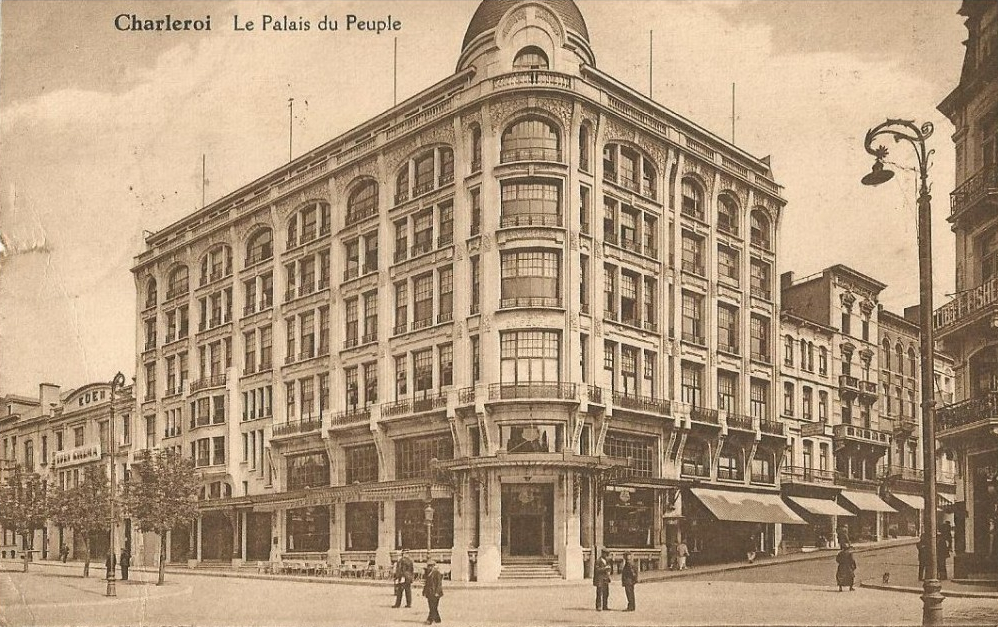
Palais du Peuple à Charleroi, démoli en 1980.

Les Maisons du Peuple intégreront, en effet, toutes les composantes du mouvement ouvrier: les caisses de prévoyance qui deviendront les mutualités, le Parti Ouvrier Belge, le syndicat, la coopérative. Leur action touchaient toutes les dimensions de la vie sociale et politique. Il n'était pas rare de trouver au sein de ces édifices des salles de spectacle, un cinéma, des classes, des salles de réunion, une bibliothèque, une salle de musique voire un gymnase. Elles portaient des noms tels que "Ruche", "Métropole", "Progrès", "Populaire",… 
À partir de 1970, les Maisons du Peuple connurent un important déclin. Certaines furent détruites, au premier rang desquelles la Maison du Peuple de Bruxelles qui fut détruite en 1965, malgré les protestations internationales. Le bâtiment de style Art nouveau avait été construit par Victor Horta pour le Parti ouvrier belge. Les Maisons du Peuple ayant gardé leur caractère originel sont aujourd'hui l'exception. Elles font partie désormais du patrimoine menacé,,.